# Victorin Ursache
Victorin Ursache (n. 24 iulie 1912, Mănăstioara-Siret, Ducatul Bucovinei – d. 16 iulie 2001) a fost un cleric ortodox român, care a îndeplinit demnitatea de arhiepiscop ortodox al românilor din SUA și Canada (1966-2001).

## Biografie
S-a născut la 24 iulie 1912, în comuna Mănăstioara-Siret, districtul Siret. După absolvirea liceului din Siret, a urmat studii de filozofie, teologie și pedagogie la Universitatea din Cernăuți, unde a obținut și licența în teologie. A făcut și studii de specialitate la Institutul Biblic și de Arheologie din Ierusalim. În anul 1937 a devenit călugăr la mănăstirea Neamț și a fost hirotonit ierodiacon și ieromonah. A funcționat ca profesor și subdirector al Seminarului din mănăstirea Neamț. În 1940 a fost ridicat la rangul de protosinghel și i s-a încredințat postul de director al Seminarului de la Neamț și ascultarea de stareț al mănăstirilor Neamț și Secu. În 1942 a fost ridicat la rangul de arhimandrit.
În 1947 a primit însărcinarea de superior al Așezămintelor românești de la Locurile Sfinte și reprezentant al Misiunii ortodoxe române pe lângă Patriarhia Ierusalimului. În 1956, la chemarea episcopului Andrei Moldovan, a plecat în America, unde a funcționat ca profesor de teologie dogmatică, morală și pastorală la Seminarul teologic din South Canaan, Pennsylvania.
După decesul episcopului Andrei Moldovan, Congresul bisericesc al Episcopiei ortodoxe române din America și Canada, întrunit la 23 aprilie 1966, l-a ales în scaunul vacant de episcop, iar Sfântul Sinod, în ședința sa din 6 iunie 1955, a recunoscut și aprobat această alegere. Hirotonia întru arhiereu a avut loc în ziua de 7 august 1966, iar ceremonia instalării, cu două săptămâni mai târziu, în catedrala "Sfânta Treime" din Detroit-Michigan.
Având în vedere activitatea stăruitoare a P.S. episcop Victorin, atât pe plan duhovnicesc-pastoral, cât și de reprezentare a Bisericii Ortodoxe Române în raporturile ei cu celelalte Biserici ortodoxe și confesiuni creștine de pe continentul american, Sfântul Sinod, în ședința sa din 11 iunie 1973, a ridicat Episcopia ortodoxă română din America și Canada la rangul de Arhiepiscopie, și pe titularul său la demnitatea de arhiepiscop.
În 1999 este declarat cetățean de onoare al orașului Siret.